# Leisure (Album)
Leisure ist das Debütalbum der britischen Rockband Blur. Es erschien am 26. August 1991 in England und mit einer leicht veränderten Titelliste einen Monat später auch in den Vereinigten Staaten.

## Beschreibung
Auf Leisure sind die Einflüsse von Shoegaze und Manchester Rave zu hören, die zur Entstehungszeit des Albums in Großbritannien gerade ihre Höhepunkte erlebten. Damon Albarn sang mit viel Hall- und Echoeffekten, die Songs wirkten sehr getragen und verklärt. Mit der zweiten Singleauskopplung There's No Other Way erreichten Blur die Top-10 der britischen Single-Charts. In den USA und in Deutschland rief das Album gemischte Kritiken hervor, gilt aber mittlerweile als „Britpop-Klassiker“.

## Titelliste
1. She's So High – 4:45
2. Bang – 3:36
3. Slow Down – 3:11
4. Repetition – 5:25
5. Bad Day – 4:23
6. Sing (wurde auf der US-Version durch die europäische B-Seite „I Know“ ersetzt) – 6:00
7. There's No Other Way – 3:23
8. Fool – 3:15
9. Come Together – 3:51
10. High Cool – 3:37
11. Birthday – 3:50
12. Wear Me Down – 4:49